# 蒙地卡羅電視台
蒙地卡羅電視台（Télé Monte Carlo，又稱TMC Monte Carlo，一般簡稱TMC），為摩納哥的一個普通娛樂頻道，其也代表摩納哥參與歐洲歌唱大賽。

## 歷史
蒙地卡羅電視台是歐洲歷史最悠久的私人頻道，其可追溯至1954年時，由摩納哥親王蘭尼埃三世所創立。一如歐洲其他著名的電視頻道，蒙地卡羅電視台的發跡也與國家皇室有很深的淵源，這全肇因於蘭尼埃三世與美國女演員葛莉絲·凱利的一段婚姻。而蘭尼埃三世與法國總統法蘭索瓦·米特朗的和睦也使得蒙地卡羅電視台的播放地區向西推進到了法國的蒙彼利埃，這個範圍是原先三倍大，潛在的收視人口更達到了300萬人。
1987年時，法國電視頻道M6每日固定撥出幾個小時播放蒙地卡羅電視台的節目，讓其在法國的收視範圍更加提升。而最後蒙地卡羅電視台被CanalSat頻道納入節目，使全法國和印度洋地區都可以收看到該頻道。蒙地卡羅電視台也在法語數位地面電視服務中得到了一個固定的頻道，這再再證明了它的國際性。
該頻道最近的股份改變為：TF1集團 (40%)、AB集團 (40%)、摩納哥政府 (20%)。

## 節目
蒙地卡羅電視台擁有各式各樣的節目類型，其中也包含了外購頻道。它也有許多原創的節目，包括新聞雜誌、廚藝節目、脫口秀，以下為其主要的節目：
- SUD：一個文化節目，著重於摩納哥和南法國地區，於每周日播出。
- Monacoscope（聚焦摩納哥）：報導最新的政治、體育、君主政治新聞。
- Notre région：新聞雜誌，著重於法國地區普羅旺斯-阿爾卑斯-蔚藍海岸的政治、經濟、文化。

## 來源
1. ↑  . L’École supérieure de journalisme de Lille. （原始内容存档于2008-11-15） （法语）.

## 外部連結
- 蒙地卡羅電視台官網 （页面存档备份，存于）（法文）